# 栗山駅
栗山駅（くりやまえき）は、北海道夕張郡栗山町錦4丁目にある北海道旅客鉄道（JR北海道）室蘭本線の駅である。電報略号はクリ。事務管理コードは▲130334。
かつては当駅で交わる夕張鉄道線との乗り換え駅であり、急行「夕張」の停車駅であった。現在も駅前にバスターミナルがあり、交通の要衝となっている。由仁駅から当駅まで複線だが当駅から岩見沢駅まで単線となっている（#その他も参照のこと）。

## 歴史
1892年（明治25年）8月1日に岩見沢駅 - 室蘭駅間が北海道炭礦鉄道の手で開通した当初、当地に駅は設置されなかったが、住民の運動により当地に駅が設置されることとなった。設置予定位置については雨煙別（現：栗山市街）、もともとの市街であった角田市街、長沼との要望や技術上の都合もあり幾度か変遷したが、雨煙別の土地が杉武一郎という人物により寄付されたことにより、現在地に決定され、その後当地が栗山市街として発展することとなった。

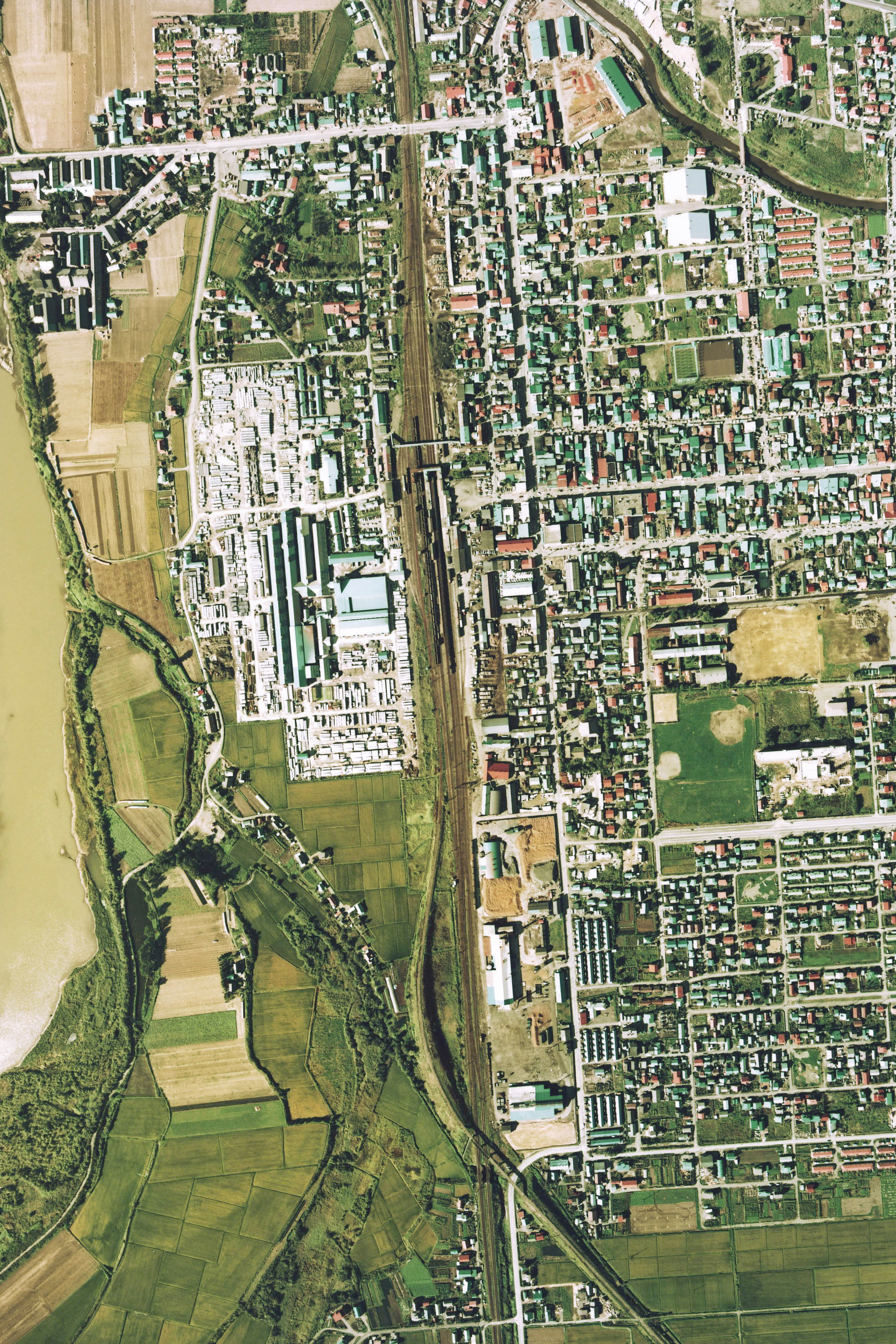
1976年の栗山駅と周囲1 km×1.5 km範囲。上が岩見沢方面。前年に廃止になったばかりの夕張鉄道の軌道跡がそのまま残されている。上端中央、室蘭本線から左上へ分岐していたのが野幌方面、下当駅裏より室蘭本線を跨ぐ形で右下へ向かっていたのが鹿ノ谷方面。
単式1面、島式2面の複合ホーム3面5線であったが、外側の島式1面2線が夕張鉄道用で、既に使用をやめている。室蘭本線側1・2番線間に中線と3番線外側に1本それぞれ待避用副本線を有している。駅裏側には仕分もしくは留置用側線が3本あり、そこから南側のコンクリート工場敷地に沿って引込み線が伸びている。駅舎横は岩見沢側と追分側の両面に双方向から4本ずつ貨物引込み線が引かれ、特に追分側の貨物ホームはかなり大きい。またこの為に単式ホームの岩見沢側は殆んど島状になっている。駅表追分側にある化学工場へも引込み線が伸び、保線用車両の待機線がこの線と本線との間に敷かれている。

### 年表
- 1893年（明治26年）7月1日：北海道炭礦鉄道の駅として開業。一般駅[1][3]。
- 1901年（明治34年）
  - 1月12日：駅舎焼失。
  - 下期：駅舎新築。
- 1906年（明治39年）10月1日：北海道炭礦鉄道の鉄道路線国有化により、官設鉄道に移管[1]。
- 1926年（大正15年）10月14日：夕張鉄道が当駅から新夕張（後の夕張本町）を開業し接続駅となる[3]。
- 1930年（昭和5年）11月3日：夕張鉄道野幌駅 - 当駅間開業[3]。
- 1934年（昭和9年）12月19日：駅舎を改築し同日落成[3]。
- 1936年（昭和11年）：北海道コンクリート製品工業（後に北海道ヒューム管を経て日本高圧コンクリート）栗山工場操業開始、専用線使用開始?[4]。
- 1937年（昭和12年）：日本電気冶金（後の日本電工）栗山工場操業開始、専用線使用開始?[5]。
- 1952年（昭和27年）4月：夕張鉄道が旅客用気動車導入。
- 1968年（昭和43年）
  - 時期不詳：複線化工事に合わせ夕張鉄道立体交差部改築[6]。
  - 10月1日：新栗山トンネル完成、新線切り替え。由仁-当駅間複線化[6]。
- 1969年（昭和44年）
  - 7月15日：コンテナ基地設置[6]。
  - 10月1日：当駅-栗丘間複線化[6]。
- 1973年（昭和48年）9月23日：駅裏連絡のための跨線人道橋（自由通路）設置[6]。
- 1974年（昭和49年）4月1日：夕張鉄道線が野幌 - 当駅で旅客営業を休止する。また同日に同線が北海道炭礦汽船に譲渡される。
- 1975年（昭和50年）4月1日：夕張鉄道線野幌 - 鹿ノ谷間が正式に廃止となり、接続駅としての役目を終える。
- 1982年（昭和57年）11月15日：コンテナ取扱い廃止[6]。
- 1984年（昭和59年）
  - 2月1日：貨物・荷物取扱い廃止[1]。
  - 4月1日：簡易委託駅となる[6]。
- 1987年（昭和62年）4月1日：国鉄分割民営化によりJR北海道に継承[1]。
- 2000年（平成12年）12月：くりやまカルチャープラザEkiと合築の新駅舎が竣工。

### 駅名の由来
もともと当地は現在の雨煙別川のアイヌ語名である「ウェンペッ（wen-pet）」（悪い・川）から「雨煙別」と称されていたが、「付近に栗の木が多く自生していたので」として、栗山駅と命名され、その後雨煙別の地名も栗山となり、自治体名も1949年（昭和24年）に角田から栗山へ変更された。

## 駅構造
相対式ホーム2面2線をもつ地上駅。
駅舎は2000年（平成12年）に建て替えられ、町の交流施設「くりやまカルチャープラザEki」と合築した複合駅舎となった。
追分駅が管理し、栗山観光協会が受託する簡易委託駅。窓口ではJR線乗車券（栗山発の一部駅までに限る）、北海道中央バス乗車券（一部区間のみ）・定期券・回数券、夕鉄バス定期券・回数券、栗山町営バス定期券・回数券を取り扱う。改札は実施していない。肉声によりJR線及びバス路線の案内放送が行われている。

### のりば
| 番線 | 路線      | 方向 | 行先             |
| ---- | --------- | ---- | ---------------- |
| 1    | ■室蘭本線 | 上り | 苫小牧・糸井方面 |
| 2    | ■室蘭本線 | 下り | 岩見沢方面       |

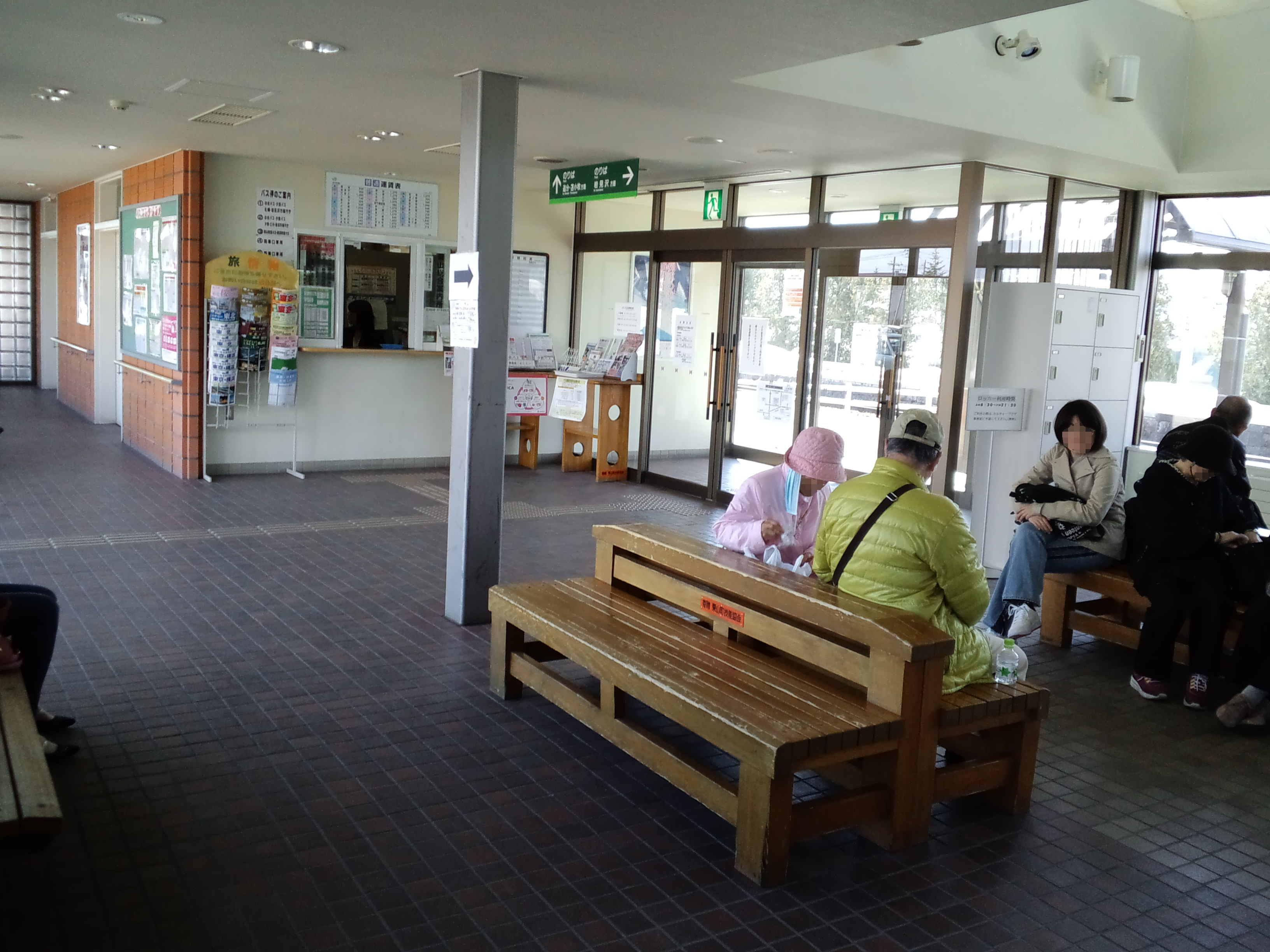
駅舎内（2014年4月）
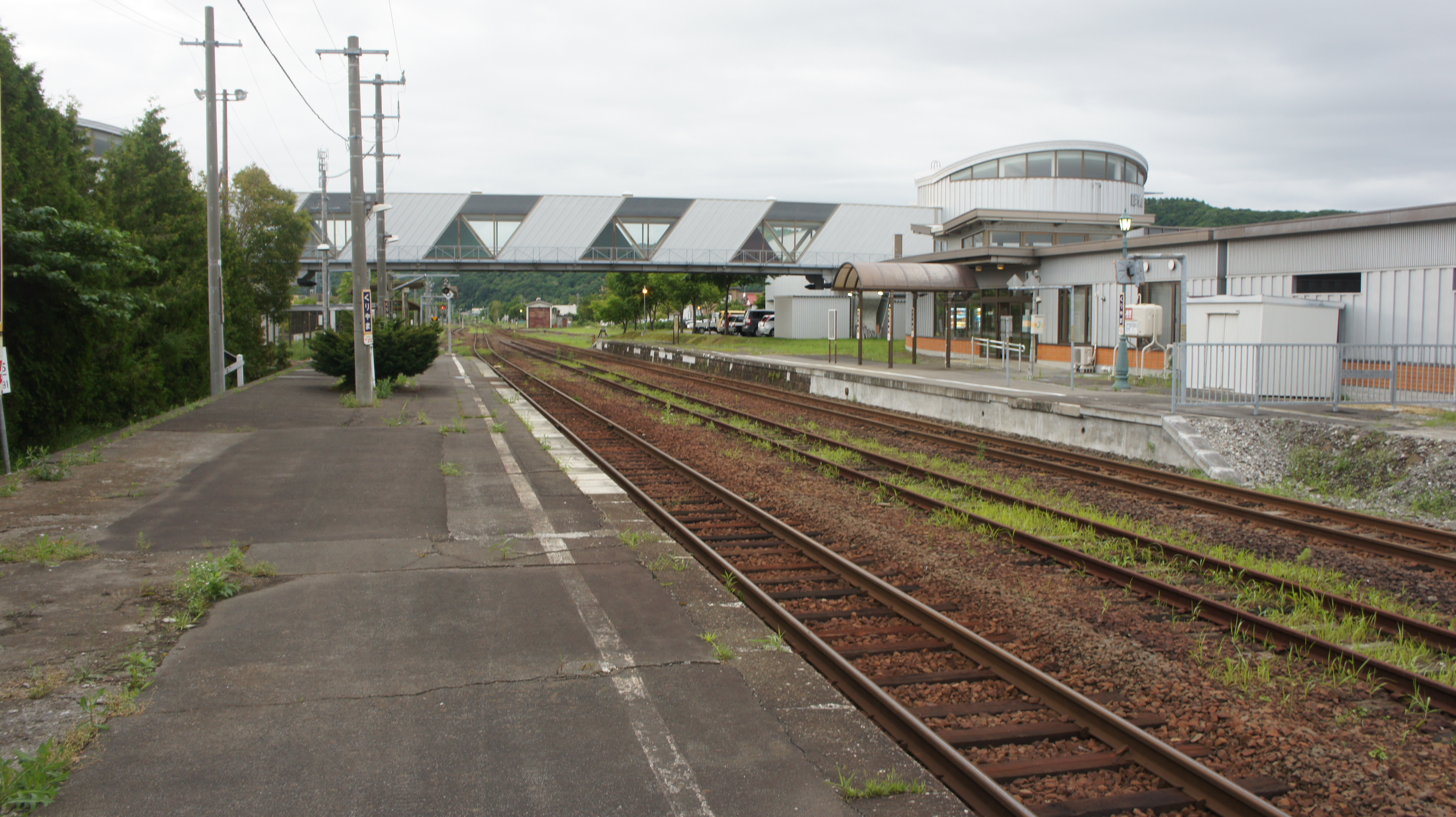
ホーム（2017年7月）
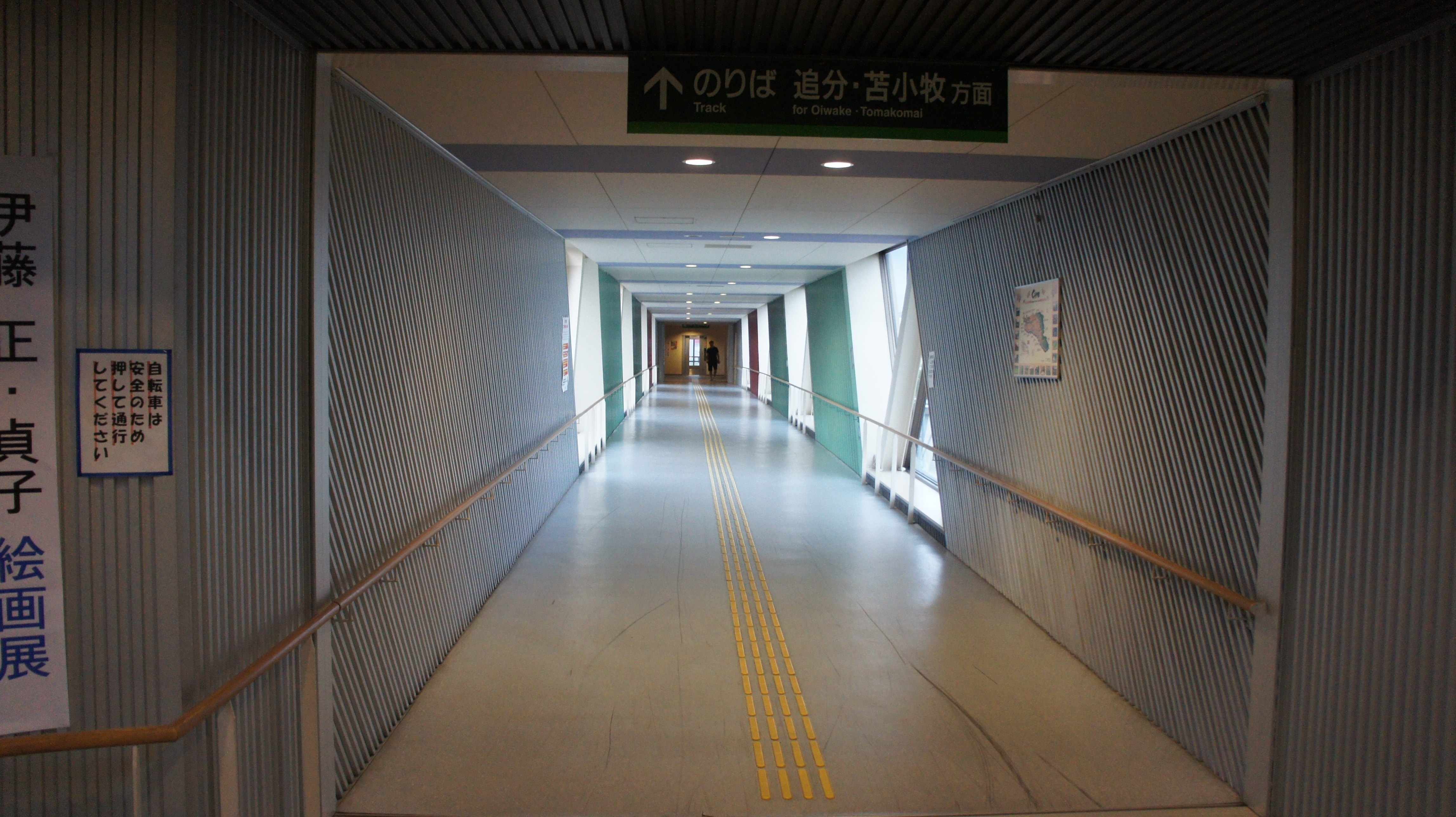
跨線橋（2017年7月）
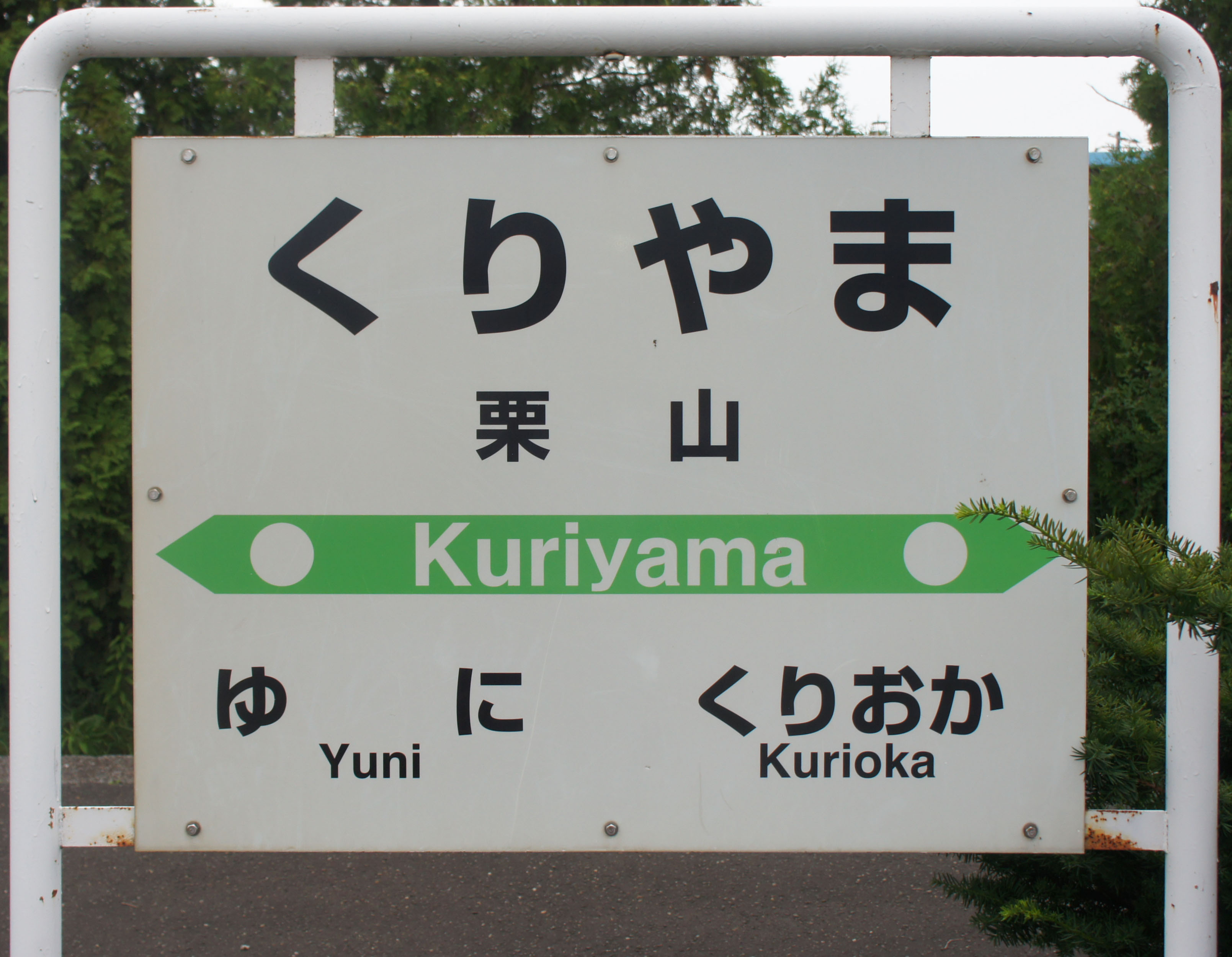
駅名標（2017年7月）

## 利用状況
乗車人員の推移は以下のとおり。年間の値のみ判明している年については、当該年度の日数で除した値を括弧書きで1日平均欄に示す。乗降人員のみが判明している場合は、1/2した値を括弧書きで記した。また、「JR調査」については、当該の年度を最終年とする過去5年間の各調査日における平均である。
| 年度               | 乗車人員 | 乗車人員 | 乗車人員 | 出典       | 備考 |
| 年度               | 年間     | 1日平均  | JR調査   | 出典       | 備考 |
| ------------------ | -------- | -------- | -------- | ---------- | ---- |
| 2016年（平成28年） |          |          | 189.0    | [ JR北 2 ] |      |
| 2017年（平成29年） |          |          | 181.8    | [ JR北 3 ] |      |
| 2018年（平成30年） |          |          | 174.2    | [ JR北 4 ] |      |
| 2019年（令和元年） |          |          | 171.2    | [ JR北 5 ] |      |
| 2020年（令和02年） |          |          | 160.6    | [ JR北 6 ] |      |
| 2021年（令和03年） |          |          | 159.8    | [ JR北 7 ] |      |
| 2022年（令和04年） |          |          | 155.0    | [ JR北 8 ] |      |
| 2023年（令和05年） |          |          | 151.2    | [ JR北 9 ] |      |

## 駅周辺
周辺は栗山町の中心部である。
東口（駅舎側）
- 北海道道692号角田栗山停車場線
- 国道234号
- 栗山町役場
- 栗山警察署
- 栗山警察署駅前交番
- 栗山郵便局
- 空知信用金庫栗山支店
- 北洋銀行栗山支店
- 北海道銀行栗山支店
- そらち南農業協同組合（JAそらち南）本所
- 栗山赤十字病院
- 北海道栗山高等学校

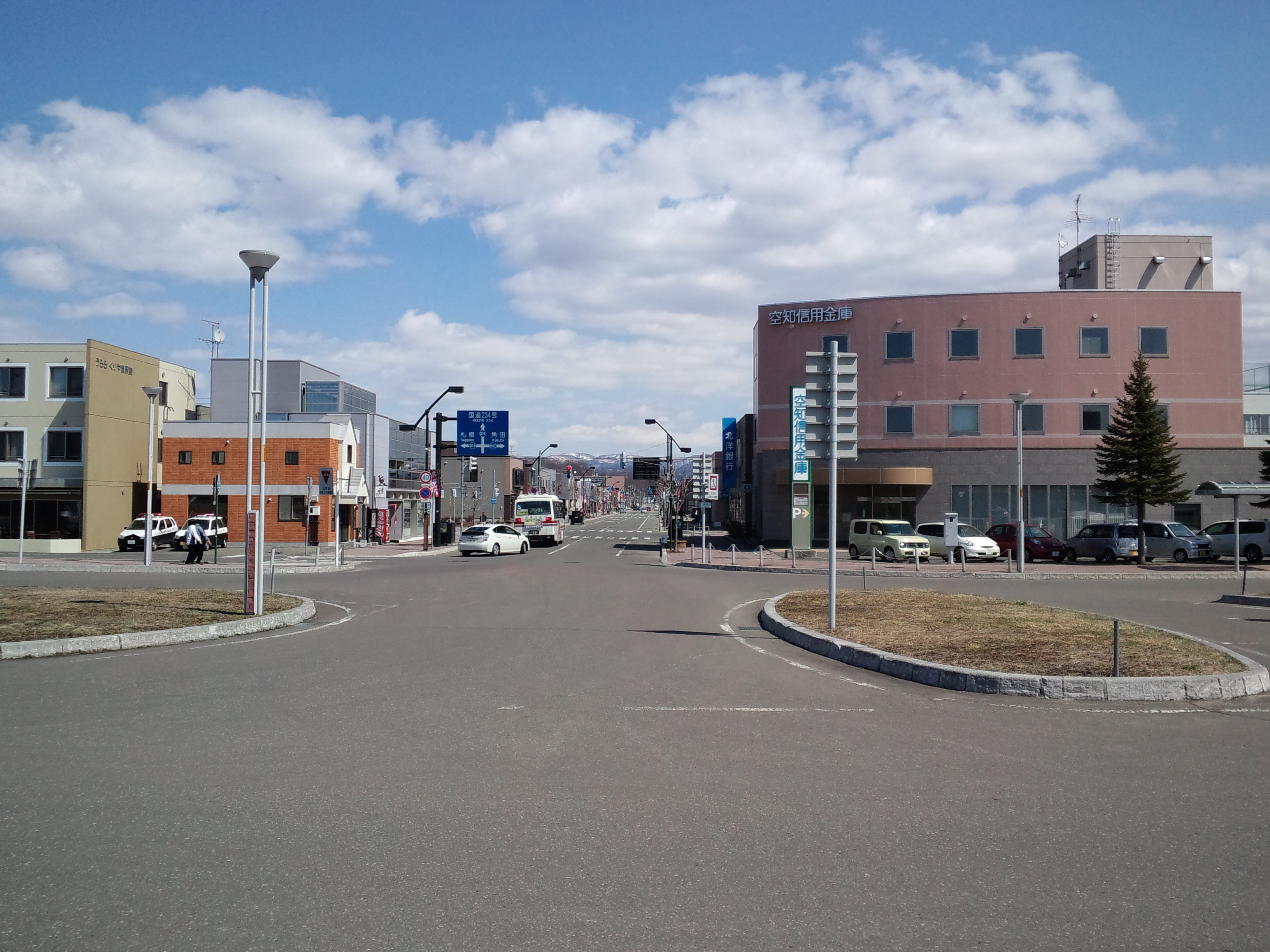
駅前広場から駅前通商店街方面

- 栗山公園 - 敷地内に9600形蒸気機関車と同型機である夕張鉄道21号機が静態保存・展示されている[9]。夕張鉄道の自社発注車輌である。
- 栗山町スキー場
- 栗山温泉　ホテルパラダイスヒルズ
- 栗山自動車学校
- 栗山木工団地
- 坂本九思い出記念館[10]
- マックスバリュ栗山店
- 栗山町立栗山小学校

西口（駅裏手）
- 小林酒造 - 酒蔵など13棟の建物が国の登録有形文化財に登録されている。
- 谷田製菓 - 日本一きびだんごを製造する菓子メーカー。
- 日本高圧コンクリート工場
- 北海道立総合研究機構農業研究本部中央農業試験場（長沼町）
- 夕張川

## バス路線

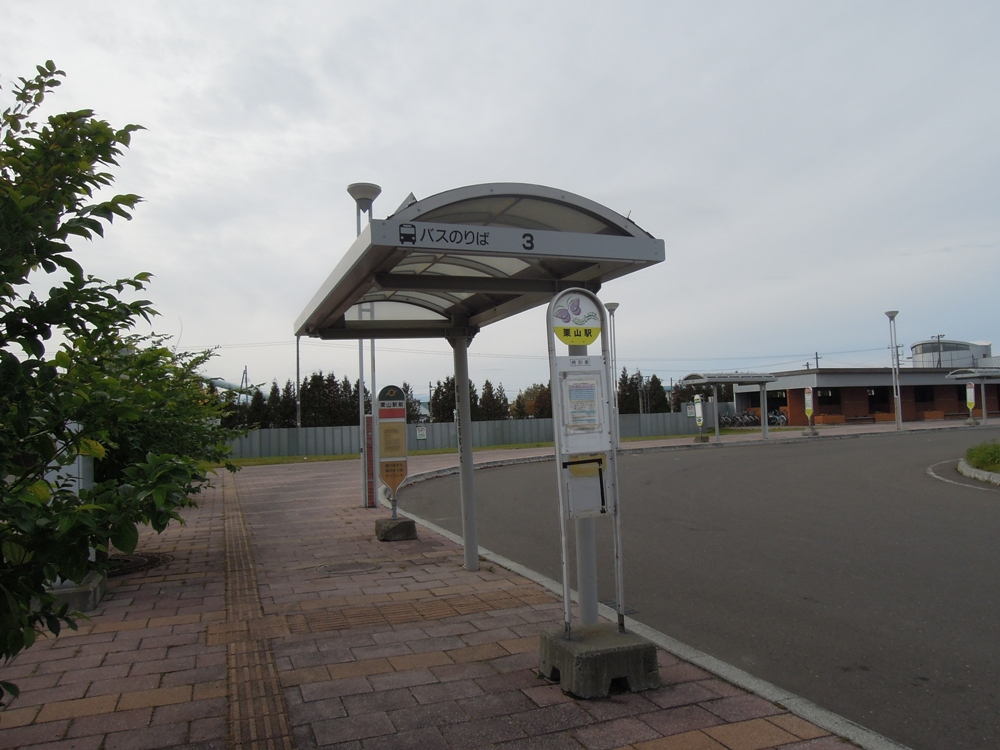
栗山駅バス停 3番乗り場（奥：長沼町営バス、手前：栗山町営バス）

駅前広場はバスターミナルとして整備されている。かつては夕張鉄道のバス停のみが設けられていたが、1980年代後半より長沼町営バス及び栗山町営バス（北海道中央バス撤退による代替）、2000年12月より北海道中央バス（栗山ターミナル廃止によるバス停移転）の乗り入れが開始された。
路線は2024年10月1日現在
- 北海道中央バス「栗山駅」バス停
  - 南幌ビューロー・札幌駅前ターミナル方面（「高速くりやま号」）、岩見沢ターミナル方面、長沼ターミナル方面など
- 夕張鉄道（夕鉄バス）「栗山駅前」バス停
  - 北長沼・南幌ビューロー・江別駅前・野幌駅南口・新さっぽろ駅方面
- 栗山町営バス「栗山駅」バス停
  - 町内各方面[11]
- 長沼町営バス「栗山駅前」バス停
  - 長沼ターミナル・りふれ方面（予約制）[12]

## その他

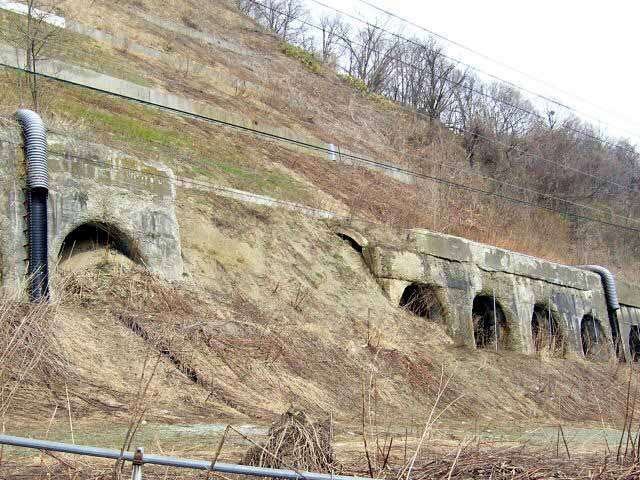
修繕されず放棄されたトンネル（2005年4月）

現在は由仁駅 - 当駅間が複線だが、かつては栗丘駅まで複線だった。1990年（平成2年）に当駅 - 栗丘駅間の下り線にある栗山トンネルが崩壊したため、旧上り線を用いた単線での運行となったが、トンネルはそのまま復旧されず放棄された（旧下り線は大部分で残存しており、車窓からも確認できる）。

## 隣の駅
北海道旅客鉄道（JR北海道）
室蘭本線
由仁駅 - 栗山駅 - 栗丘駅

### かつて存在した路線
夕張鉄道
夕張鉄道線（廃止）
中央農試前駅 - 栗山駅 - 角田駅

### JR北海道
1. ↑  線区別のご利用状況
2. ↑  「■室蘭線(沼ノ端・岩見沢間)」『駅別乗車人員  特定日調査（平日）に基づく』（PDF）（レポート）北海道旅客鉄道、2017年12月8日、8頁。オリジナルの2021年3月4日時点におけるアーカイブ。2025年6月19日閲覧。
3. ↑  「■室蘭線(沼ノ端・岩見沢間)」『駅別乗車人員  特定日調査（平日）に基づく』（PDF）（レポート）北海道旅客鉄道、2018年7月2日、8頁。オリジナルの2021年3月4日時点におけるアーカイブ。2025年6月19日閲覧。
4. ↑  「■室蘭線(沼ノ端・岩見沢間)」『駅別乗車人員  特定日調査（平日）に基づく』（PDF）（レポート）北海道旅客鉄道、2019年10月18日、8頁。オリジナルの2021年3月4日時点におけるアーカイブ。2025年6月19日閲覧。
5. ↑  「■室蘭線(沼ノ端・岩見沢間)」『駅別乗車人員  特定日調査（平日）に基づく』（PDF）（レポート）北海道旅客鉄道、2020年10月30日、8頁。オリジナルの2022年1月30日時点におけるアーカイブ。2025年6月19日閲覧。
6. ↑  「■室蘭線(沼ノ端・岩見沢間)」『駅別乗車人員  特定日調査（平日）に基づく』（PDF）（レポート）北海道旅客鉄道、7頁。オリジナルの2023年5月11日時点におけるアーカイブ。2025年6月19日閲覧。
7. ↑  「■室蘭線(沼ノ端・岩見沢間)」『駅別乗車人員  特定日調査（平日）に基づく』（PDF）（レポート）北海道旅客鉄道、7頁。オリジナルの2022年9月3日時点におけるアーカイブ。2022年9月3日閲覧。
8. ↑  「■室蘭線(沼ノ端・岩見沢間)」『駅別乗車人員  特定日調査（平日）に基づく』（PDF）（レポート）北海道旅客鉄道、7頁。オリジナルの2023年11月10日時点におけるアーカイブ。2023年11月10日閲覧。
9. ↑  「■室蘭線(沼ノ端・岩見沢間)」『駅別乗車人員  特定日調査（平日）に基づく』（PDF）（レポート）北海道旅客鉄道、2024年、7頁。オリジナルの2024年11月25日時点におけるアーカイブ。2024年9月9日閲覧。